# Anton Haakman
Anton Haakman (Bussum, 7 september 1933 - Valkenburg, 11 november 2020) was een Nederlands schrijver, cineast, filmcriticus en vertaler van voornamelijk Italiaanse literatuur.
Haakman was van 1981 tot en met 1992 redacteur van het literaire tijdschrift De Revisor.

## De onderaardse wereld van Athanasius Kircher
Haakman beschrijft in zijn roman De onderaardse wereld van Athanasius Kircher zijn naspeuringen in Geisa in Thüringen, na de val van De Muur eind 1989, naar Athanasius Kircher door wie hij al sinds de jaren 70 gefascineerd was, en zijn kennismaking met twee zwendelaars, de heren Arno Beck en Herbert Franzl, beiden Commendatore in de Ridderorde van het Heilige Graf te Jeruzalem, en respectievelijk president en vice-president van de Internationale Athanasius Kircher Forschungsgesellschaft e.V., die al jaren bezig zouden zijn met het ooit gaan uitgeven van een peperdure luxe uitgave van "Verzamelde Werken" van Kircher, maar nooit verder zijn gekomen dan een dummy van het eerste deel, die zij toonden om voor hun project giften te werven. 

## Jurylidmaatschappen
- 1989 - Multatuliprijs (toegekend aan Armando voor De straat en het struikgewas)